# Majhara Pipar Ehatmali
Majhara Pipar Ehatmali é uma vila no distrito de Unnao, no estado indiano de Uttar Pradesh.

## Demografia
Segundo o censo de 2001, Majhara Pipar Ehatmali tinha uma população de 16,808 habitantes. Os indivíduos do sexo masculino constituem 54% da população e os do sexo feminino 46%. Majhara Pipar Ehatmali tem uma taxa de literacia de 63%, superior à média nacional de 59.5%: a literacia no sexo masculino é de 67% e no sexo feminino é de 58%. Em Majhara Pipar Ehatmali, 14% da população está abaixo dos 6 anos de idade.